# UFC Fight Night: dos Santos vs. Ivanov
UFC Fight Night: dos Santos vs. Ivanov fue un evento de artes marciales mixtas organizado por Ultimate Fighting Championship que se llevó a cabo el 14 de julio de 2018 en el CenturyLink Arena en Boise, Idaho.

## Historia
El evento estelar contará con el combate de peso pesado entre Junior dos Santos y el búlgaro Blagoy Ivanov, que hará su debut en la UFC.
El evento coestelar contará con un combate entre Sage Northcutt y Zak Ottow.
James Vick tenía previsto enfrentar a Paul Felder en el evento. Sin embargo, el 27 de junio, Vick fue retirado de la pelea para actuar como reemplazo contra el excampeón de peso ligero de la WSOF Justin Gaethje en el evento UFC Fight Night 135. A su vez, Felder fue reprogramado para una pelea de peso wélter contra Mike Perry en UFC 226.

## Premios extra
Cada peleador recibió los siguientes bonos de recompensa:
- Pelea de la Noche ($50.000): Raoni Barcelos vs. Kurt Holobaugh
- Actuación de la Noche ($50.000): Niko Price y Chad Mendes